# Арноглось Кесслера
Можливо ви мали на увазі Арноглось середземноморська (Arnoglossus laterna)
Арногло́сь Кесслера, або камбала Кесслера (Arnoglossus kessleri) — риба ряду камбалоподібних. У ряді джерел як синонім вживається також назва Арноглось середземноморська. Однак оскільки ця назва відповідає англійській англ. Mediterranean scaldfish у 2012 році вона була запропонована як українська вернакулярна назва для іншого виду — Arnoglossus laterna. Один з 22 видів роду. Досягає довжини 7 — 9 см. Має лусковий покрив на всьому тілі.

## Поширення
У Чорному морі — уздовж південних і південно-східних берегів Кримського п-ва, зокрема поблизу м. Феодосії. Водиться також біля берегів Болгарії, Кавказу.

## Екологія
Зустрічається в акваторіях з солоністю води 18 — 20 ‰. Мешкає на прибережних ділянках шельфової зони моря — у придонних шарах на глибинах від 3 до 65 м (частіше 20 м), на піщаному та піщано-гальковому ґрунті. В окремі роки трапляються поодинокі особини у промислових виловах ставними неводами. З 80-х рр. зустрічається дедалі рідше. Причини зміни чисельності полягає в забрудненні акваторії Чорного моря, що впливає на розвиток ікри; вилов неводами разом з іншими рибами. Дорослі особини живляться бентосними організмами.

## Розмноження
Після зимівлі ранньої весни підходить ближче до берега на менші глибини для нагулу й розмноження. Плідники мають довжину 4 — 7 см. Нерест порційний, відбувається з червня до середини вересня за середньодобової температури води 18 — 25 °C у прибережній смузі з твердим піщаним, дещо зарослим дном на глибині 3 — 7 м. Нереститься найчастіше вночі. Ікринки спливають і розносяться течією. Інкубаційний період триває близько 2 діб. Розвивається зі складним метаморфозом. У міру росту та розвитку личинок позиція їхнього тіла з вертикальної стає горизонтальною, правий бік спрямовується до дна, а обидва ока зміщуються на лівий бік голови; відбувається перехід від пелагічного до придонного способу життя. Розмноження у неволі не проводилося.

## Заходи охорони
Не здійснювалися. Треба заборонити вилов як мінімум на 8 років, інформувати рибалок-промисловиків про характерні ознаки виду та імовірність появи його у виловах; виявити місця перебування і встановити там заповідний режим. Доцільно розширити акваторію Карадазького природного заповідника.